# Emilio Ceretti
Emilio Ceretti, connu comme Mimi Ceretti (né à Milan, le 10 septembre 1907 et mort à Milan, le 28 mars 1988), est un journaliste, traducteur, critique cinématographique et entrepreneur italien.

## Biographie

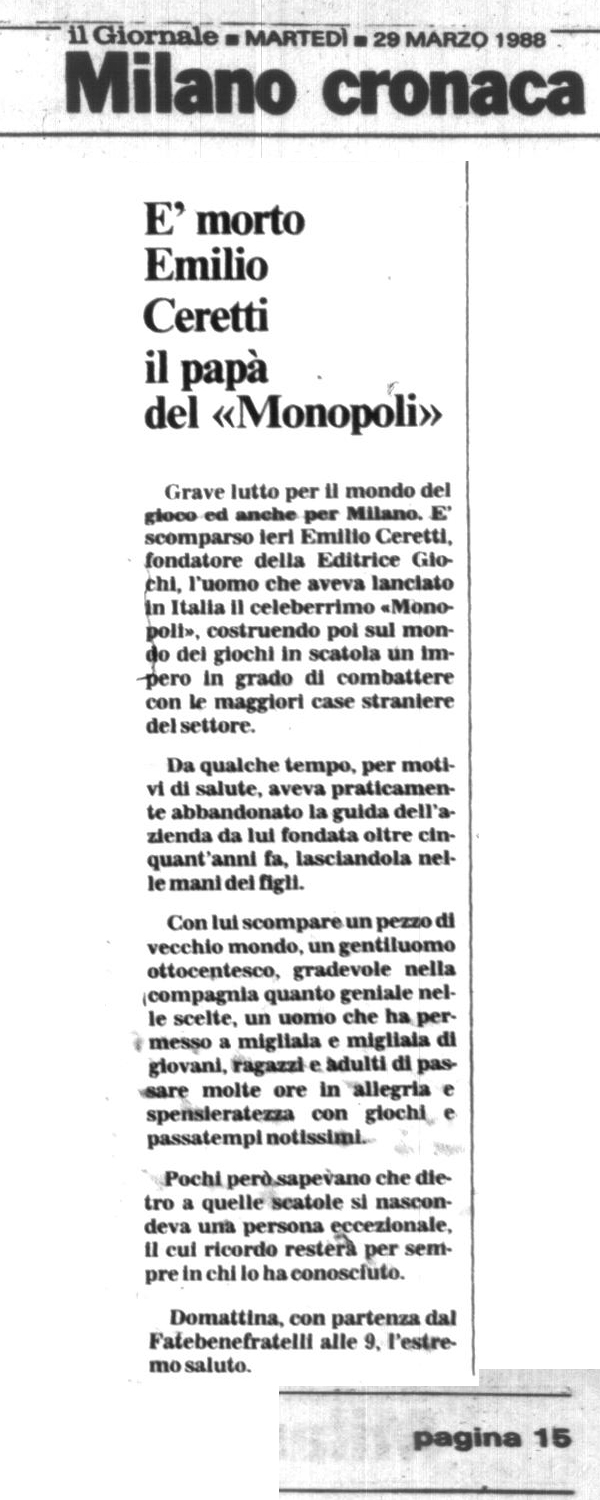
Nécrologie de Ceretti rédigée par Indro Montanelli.

Emilio Ceretti, diplômé de droit de l'université d'État de Milan, commence sa carrière de journaliste dans les années 1930, comme critique cinématographique pour L'Ambrosiano, Il Tempo et d'autres périodiques.
Pendant l'été 1936, alors qu'il est employé d'Arnoldo Mondadori, il reçoit de celui-ci la proposition de publier un jeu de société intitulé le Monopoly que Mondadori a refusé. Avec ses amis Walter Toscanini (fils du chef d'orchestre Toscanini) et Paolo Palestrino, il fonde donc la société Editrice Giochi S.A. et le traduit en italien s'inspirant de la toponymie de Milan (par exemple "Viale dei Giardini", où il demeure et le proche "Parco della Vittoria", aujourd'hui jardins "Indro Montanelli"), inventant aussi les fameux "Vicolo corto" et "Vicolo stretto". Il modifie le titre en mettant un "I" final à la place du "Y" pour éviter la censure du régime (avec l'accent sur l'avant-dernière syllabe pour maintenir la prononciation originale). Luigi Barzini Jr. décrit ce jeu en 3e page du Corriere della Sera et grâce à son amitié avec Aldo Borletti, qui prend Palestrino comme partenaire, Monopoli a un espace dédié dans les grands magasins La Rinascente à Milan.
En outre, il traduit des classiques importants, comme Sinclair Lewis, Katherine Mansfield et Aldous Huxley, publiés dans la collection Medusa de Mondadori. 
En juillet 1940, il devient directeur responsable de la revue Panorama, puis fermée par le Minculpop à cause d'un article de son ami Indro Montanelli considéré comme « défaitiste ».
Il fonde secrètement la société anonyme Edizioni Riunite grâce à laquelle il poursuit la publication d'articles et livres surtout anglais et américains, invisibles au régime.
Durant le conflit mondial, il est correspondant de guerre pour Il Popolo d'Italia; en Finlande et en Grèce, il est avec Indro Montanelli. Parmi ses collègues et amis, l'on peut distinguer Filippo Sacchi, Leo Longanesi, Gaetano Afeltra, Giovanni Artieri, Giovanni Mosca. Il retourne à la vie civile avec une médaille d'argent de la valeur militaire pour avoir convaincu les habitants de l'île de Corfou à se rendre sans effusion de sang, avec l'arrivée imminente des troupes italiennes en masse. Grâce son brevet de pilote, il remplit des missions périlleuses en Afrique,,.
Une fois la guerre terminée, sa maison d'édition publie entre autres Il buonuomo Mussolini d'Indro Montanelli et La verità sul Generale De Gaulle e difesa del Maresciallo Pétain (La Vérité sur le général de Gaulle et la défense du maréchal Pétain) d'Alfred Fabre-Luce. Son activité principale se concentre toutefois sur ses éditions Giochi: il lance pour la première fois en Italie la poupée Barbie en 1959 et au milieu des années 1960 les jeux de la MB (sous le titre de L'allegro chirurgo). De son ami écrivain Aldo Pasetti, il acquiert les droits du jeu Scarabeo, et dans les années 1970 les droits du Risiko, jeu fameux de stratégie. Il collabore jusqu'au milieu des années 1980, avec Mike Bongiorno à la réalisation des versions en boîte de nombreux jeux télévisés. Il meurt à Milan le 28 mars 1988.

## Quelques œuvres
- Aldous Huxley, Il sorriso della Gioconda e altri racconti, Milano, Mondadori, 1933, Medusa. Traduzione di Luigi Barzini Jr. e Emilio Ceretti.
- Almanacco della Medusa, Milano, Mondadori, 1934. Con la collaborazione di Enrico Piceni, Lavinia Mazzuchetti, Giacomo Prampolini ed Emilio Ceretti.
- Katherine Mansfield, La lezione di canto e altri racconti, Milano, Mondadori, 1935, Medusa. Traduzione autorizzata di Emilio Ceretti.
- Scrittori nostri. Raccolta antologica di scritti inediti, Milano, Mondadori, 1935. A cura di Emilio Ceretti.
- Aldous Huxley, Dopo i fuochi d'artificio e altri racconti, Milano, Mondadori, 1936. Traduzione di Emilio Ceretti e Piero Gadda.
- Con l'Esercito Italiano in Africa Orientale, Milano, Mondadori, 1936-1937. A cura di Emilio Ceretti.
- Sinclair Lewis, Velocità e altri racconti, Verona, Mondadori, 1940, 1ª edizione. Traduzione di Emilio Ceretti.
- Pagine scelte sul Cinema, Milano, Laboratori Maestretti, 1940. A cura di Emilio Ceretti.